# 鮎沢大
鮎沢 大（あゆさわ だい、1948年 - ）は、日本の生物学者。学位は、農学博士（1971年）（学位論文「枯草菌菌体外酵素高産生菌の細胞表層についての研究」）専門は不老長寿学、分子遺伝学、細胞遺伝学、アーユルヴェーダ。

## 略歴
- 長野県諏訪郡川岸村（現・岡谷市）出身
- 長野県諏訪清陵高等学校卒業
- 1972年東京大学農学部農芸化学科卒業
- 1977年東京大学大学院博士課程農芸化学専攻修了、同年農学博士
- 埼玉県立がんセンター主任研究員
- 1985年英国王立癌研究所（ＩＣＲＦ）（現・フランシス・クリック研究所）訪問研究員
- 1988年国立遺伝学研究所変異遺伝部助教授
- 1989年東京大学応用微生物研究所酵素部門助教授
- 1994年横浜市立大学木原生物学研究所生物化学部門教授
- 2009年横浜市立大学大学院生命ナノシステム科学研究科不老長寿研究室教授。
- ダッカ国立ユーナニ＆アーユルヴェーダ医科大学客員教授
- 2014年横浜市立大学名誉教授・客員教授
- イチバンライフ株式会社代表取締役。

## 著書

### 単著
- 『アーユルヴェーダ』サンガ 2009年
- 『不老長寿の科学 (現代生命科学とアーユルヴェーダの融合による健康長寿の実現)』 サンガ 2020年

### 共著
- 『プロテオミクス: 方法とその病態解析への応用」 (現代化学増刊 42) 平野 久、 鮎沢 大 2002年
- 『ワトソン 組換えDNAの分子生物学 第3版 遺伝子とゲノム』鮎沢 大 (翻訳), 山田 正夫 (翻訳), 松橋 通生 (翻訳), 兵頭 昌雄 (翻訳)　丸善 2009年
- 『生命の科学 アーユルヴェーダ』三木健輔、モハマド・ナジール・ホサイン共著 サンガ 2013年

## 参照
- 「長野県人物・人材情報リスト」日外アソシエーツ 2019年